# Селище-Суньсько
Селище-Суньсько (хорв. Selišće Sunjsko) — населений пункт у Хорватії, в Сисацько-Мославинській жупанії у складі громади Суня.

## Населення
Населення за даними перепису 2011 року становило 37 осіб.
Динаміка чисельності населення поселення:

## Клімат
Середня річна температура становить 11,29 °C, середня максимальна – 25,73 °C, а середня мінімальна – -5,46 °C. Середня річна кількість опадів – 923 мм.
| Клімат поселення                              | Клімат поселення | Клімат поселення | Клімат поселення | Клімат поселення | Клімат поселення | Клімат поселення | Клімат поселення | Клімат поселення | Клімат поселення | Клімат поселення | Клімат поселення | Клімат поселення | Клімат поселення |
| Показник                                      | Січ.             | Лют.             | Бер.             | Квіт.            | Трав.            | Черв.            | Лип.             | Серп.            | Вер.             | Жовт.            | Лист.            | Груд.            |                  |
| Середній максимум, °C                         | 6,90             | 8,90             | 13,24            | 17,75            | 22,57            | 25,73            | 24,86            | 24,02            | 20,40            | 15,37            | 9,91             | 5,81             |                  |
| Середня температура, °C                       | 0,71             | 2,73             | 7,05             | 11,60            | 16,40            | 19,56            | 21,05            | 20,20            | 16,58            | 11,56            | 6,08             | 1,98             |                  |
| Середній мінімум, °C                          | −5,46            | −3,45            | 0,88             | 5,40             | 10,24            | 13,38            | 17,22            | 16,38            | 12,75            | 7,75             | 2,27             | −1,83            |                  |
| Норма опадів, мм                              | 57               | 55               | 63               | 76               | 81               | 93               | 83               | 85               | 82               | 85               | 91               | 72               |                  |
| Середньомісячна швидкість вітру, м/с          | 1.70             | 1.90             | 2.30             | 2.20             | 2.00             | 1.90             | 1.80             | 1.70             | 1.68             | 1.70             | 1.75             | 1.79             |                  |
| Середньомісячна сонячна радіація, кДж/м²·день | 4266             | 7029             | 10823            | 15300            | 19598            | 21702            | 22693            | 19881            | 14618            | 9042             | 4771             | 3520             |                  |
| --------------------------------------------- | ---------------- | ---------------- | ---------------- | ---------------- | ---------------- | ---------------- | ---------------- | ---------------- | ---------------- | ---------------- | ---------------- | ---------------- | ---------------- |
| Джерело:                                      |                  |                  |                  |                  |                  |                  |                  |                  |                  |                  |                  |                  |                  |